# Stefano Rossetto
Stefano Rossetto també conegut com a Rossetti (Niça, 1560 – 1580) fou un compositor i organista italià del Renaixement. Passà la major part de la seva vida a Florència, d'on la seva família era originària. El 1567 era músic de cambra del cardenal de Mèdici. Des de 1579 fins a 1580 desenvolupà la plaça d'organista de la capella de la cort de Múnic. També fou mestre de capella a Novara. Va compondre nombrosos llibres de madrigals i motets, molt celebrats pels tractadistes del seu segle.